# Ipotricosi con distrofia maculare giovanile

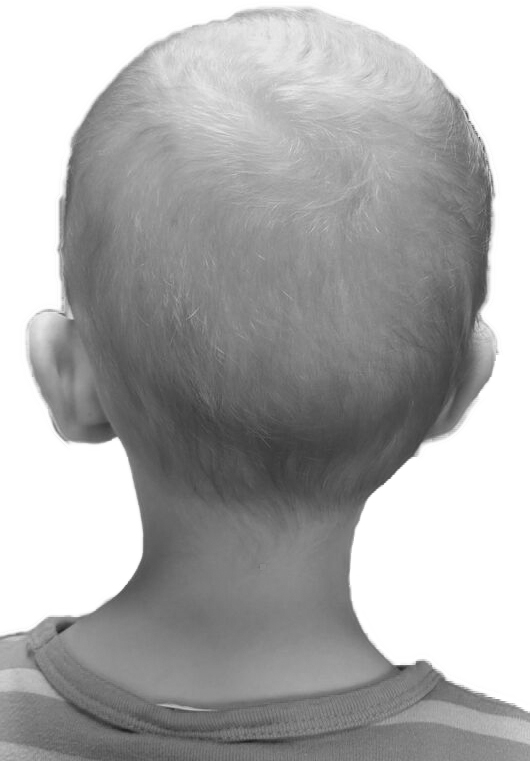
Ipotricosi (crescita rada dei capelli) di un bambino di 5 anni con HJMD.

La ipotricosi con distrofia maculare giovanile (HJMD o CDH3) è una malattia congentia estremamente rara, caratterizzato da scarsa crescita dei peli (ipotricosi) dalla nascita e dalla distrofia maculare progressiva.

## Frequenza
La loro frequenza totale è stimata essere inferiore a 1: 1.000.000, finora sono descritti solo da 50 a 100 casi.

## Causa
La malattia è ereditata come carattere autosomica recessivo. La ragione di ciò è dovuta a mutazioni nei gene CDH3, che codifica per la proteina caderina-3 ( P-caderina) , una proteina legante il calcio che è responsabile del contatto cellulare in diversi tessuti. C’è una complessa eterozigosità.

## Aspetto clinico
I capelli principali non sono come al solito pieni e molto deboli nella crescita, il resto del corpo può essere trovato capelli normali. Al più tardi all’ingresso della scuola, l’handicap visivo è visibile anche agli estranei.
La degenerazione maculare è evidente in un lento può anche progressivo deterioramento della visione centrale, quindi con perdita di lettura. La persone affette possono altrimenti svilupparsi completamente in salute e avere un’aspettativa di vita normale.

## Diagnostica e diagnosi precoce
La vistosità dell’anomalia dei capelli dovrebbe condurre al più tardi all’inizio della scuola su una base di fondo, poiché i consueti esami preventivi non possono rilevare und anno visivo necessariamente.
La garanzia della diagnosi è possibile solo attraverso la diagnostica genetica molecolare nel contesto della consulenza genetica umana ed è prerequisito per possibili opzioni di trattamento.

## Metodo di esame raccomandato per eseguire la diagnostica

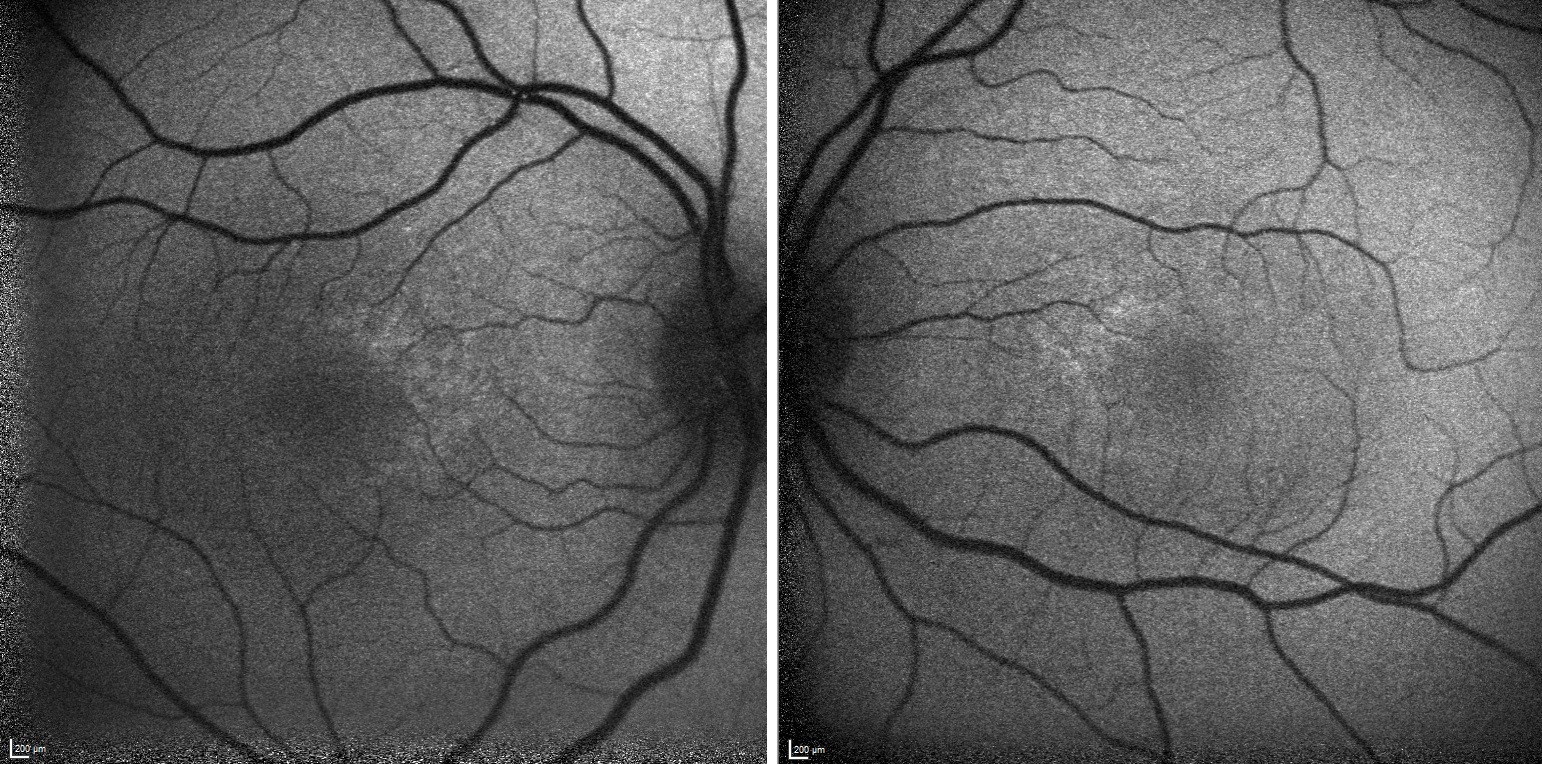
Angiografia in fluorescenza di un bambino di 5 anni con HJMD

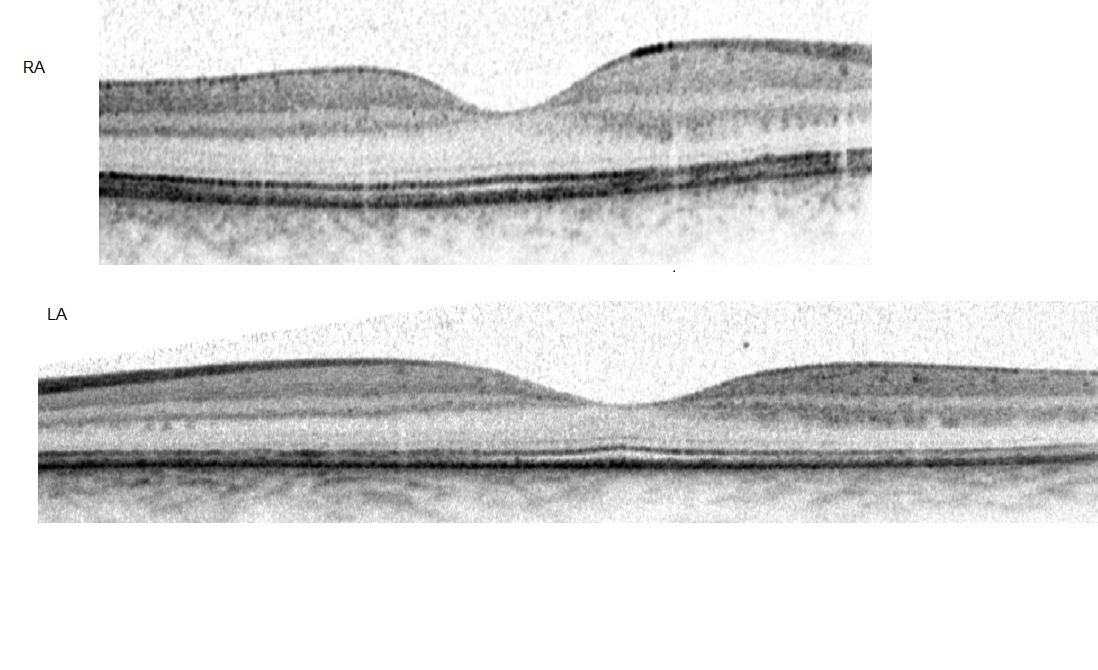
Tomografia a coerenza ottica di un bambino di 5 anni con HJMD

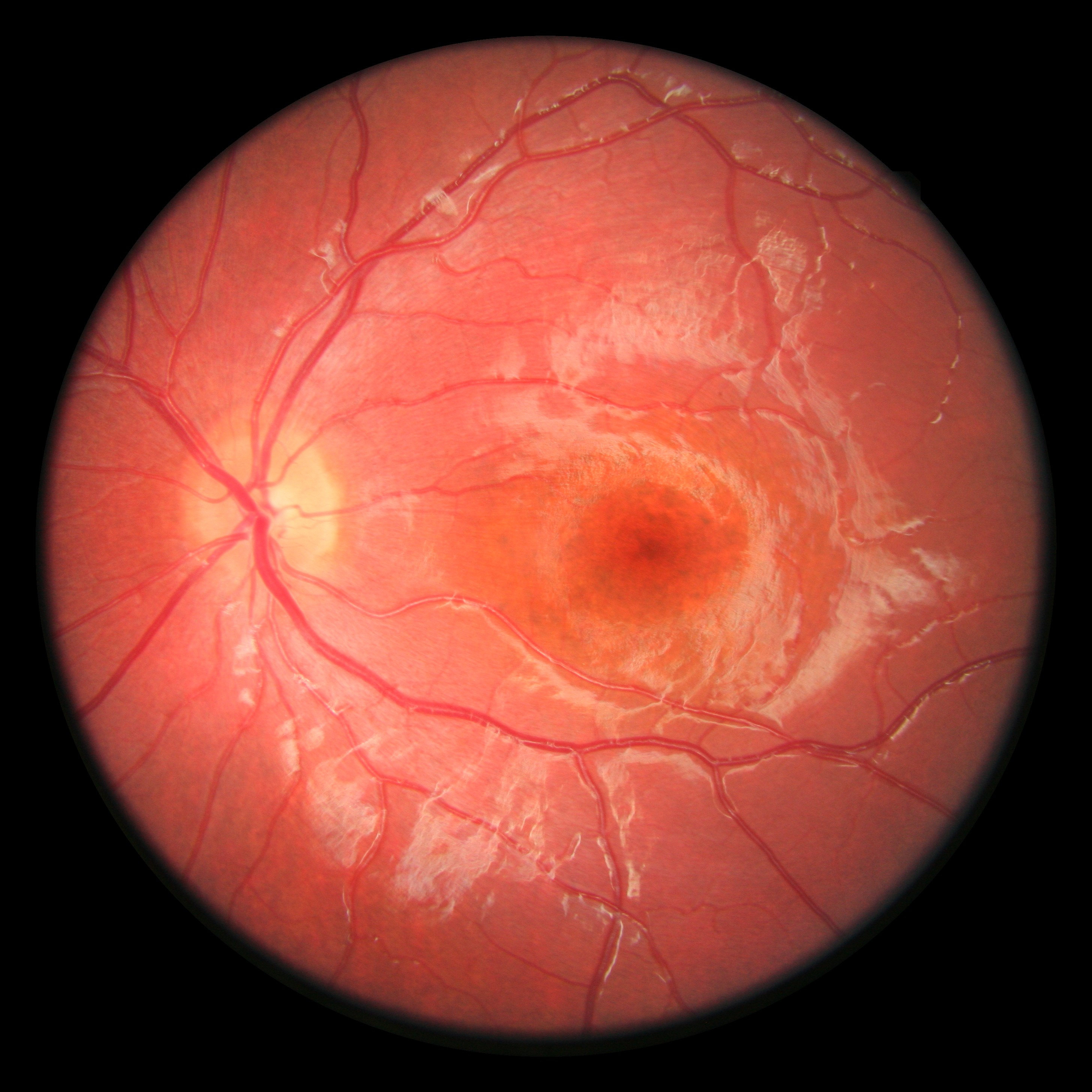
Funduscopy Occhio sinistro di un bambino di 5 anni con HJMD

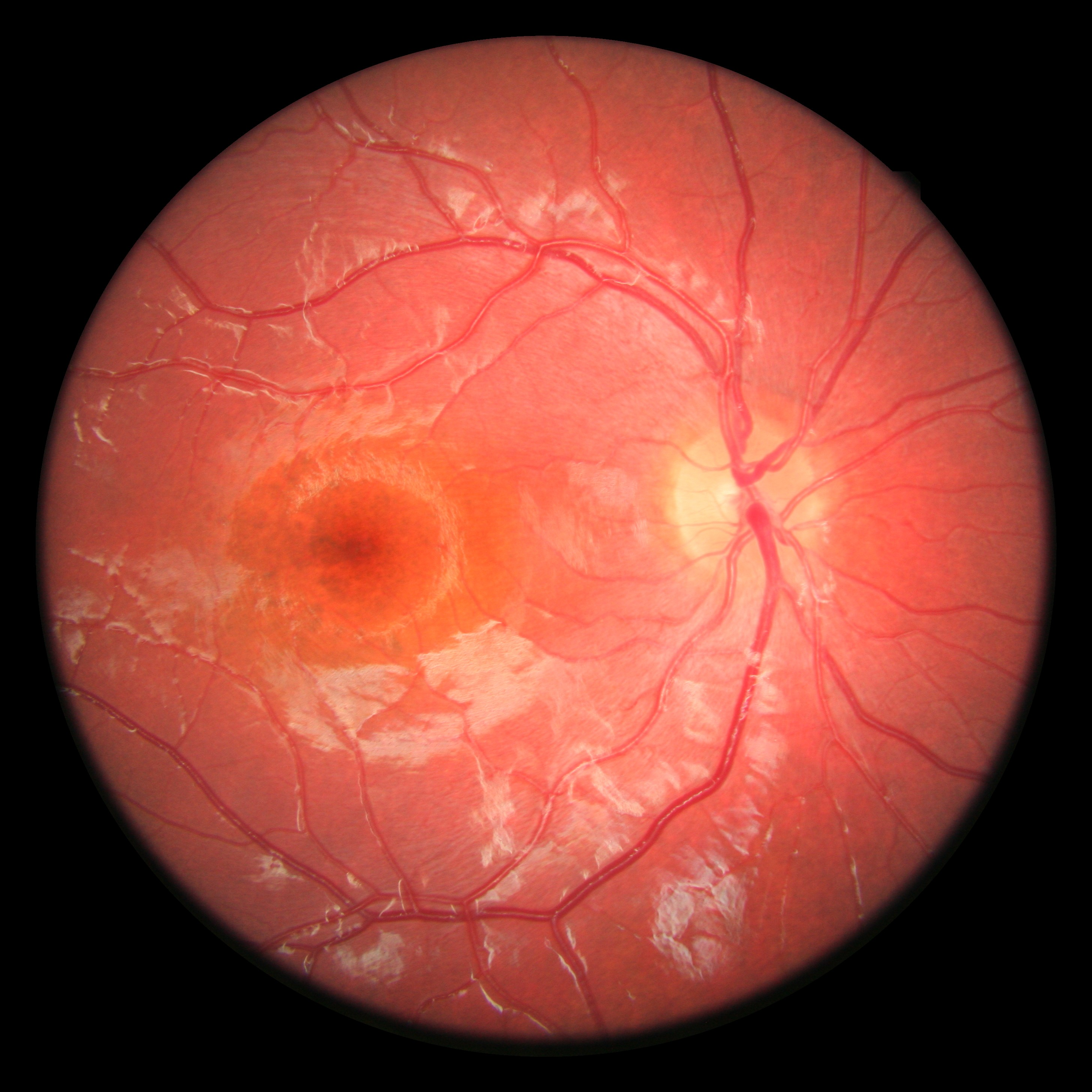
Funduscopy Occhio destro di un bambino di 5 anni con HJMD

L’entità del danno alla retina viene valutata fluorangiografia, scansione della retina, e mediante tomografia di coerenza ottica, un ulteriore esame elettrofisiologico come campo completo può Elettroretinogramma (ERG) oppure è possibile utilizzare l’eggporetinogramm multifocale (mfF, RG).

## Diagnosi differenziale
Delineated sono anomalie del capello nel contesto della displasia ectodermica. Cambiamenti nel gene CDH3 possono anche verificarsi nella sindrome EEM.

## Terapia
Un trattamento causale non è attualmente disponibile, ma ora offre una varietà di studi nel campo della terapia genica, exon skipping e CRISPR / Caszarte.
Speranza all’orizzonte. Una determinazione esatta del Mutazione del gene utilizzando Diagnostica Sicuro offre anche potenziali approcci al di là della sostituzione del gene per un particolare gruppo – con una diagnosi di mutazione del cosiddetto nonsense, una mutazione nei risultati dallo scambio di una singola base nella sequenza del DNA di un codone di stop. Questo porta alla terminazione prematura della catena nella biosintesi delle proteine.Ciò si traduce in una proteina ridotta, disfunzionale o inferiore. La supervisione traslazionale di un codone di stop, la cosiddetta “read-through-therapy”, può portare a una sovrapposizione dei condoni di stop mediante la somministrazione di alcune sostanze e quindi portare ad una proteina utile. Tuttavia, questo approccio è concepibile solo per mutazioni strettamente limitate che causano diverse malattie.

## Assistenza nell’affrontare la malattia e la pianificazione della vita
Una malattia che minaccia la vista e mostra un’anomalia dei capelli stranamente riconoscibile, ferisce le persone non solo fisicamente, ma sempre nella loro interezza. Quindi non sorprende che l’aperture della diagnosi per un paziente equivalga a uno shock.
Pertanto, è consigliabile che i genitori qui si occupino in modo sensibile del loro bambino, ma educarlo affinché possa maturare in modo indipendente e sicuro di sé durante l’adolescenza.
Ciò vale anche per i bambini affetti da genitori e parenti. Uno è confrontato con l’affermazione che attualmente non esiste un’opzione di trattamento. Nella tua vita non ti senti mai più solo e abbandonato. Ponetevi le domande: “Perché succede a me, o perché succede al mio bambino”
Affrontare apertamente la malattia e condividere le esperienze con i malati, anche se è improbabile incontrare qualcuno di persona nella rarità della malattia, aiutare a dominare la vita insieme.

## Storia
La prima descrizione risale al 1935